# Katya Zharkova
Katya Zharkova (en bielorruso: Кацярына Жаркова) (Minsk, RSS de Bielorrusia; 30 de octubre de 1981) es una modelo y actriz bielorrusa de tallas grandes.

## Carrera
Zharkova comenzó a modelar cuando tenía 14 años y es considerada la primera modelo de talla grande de Bielorrusia. Katya es conocida por su sesión de fotografías desnuda para la revista Plus Size Magazine con otra modelo delgada para crear conciencia sobre las jóvenes que pierden la confianza debido a las figuras corporales de gran tamaño. Ha aparecido y modelado para sellos como Forever 21, Silver Jeans y los especialistas en tallas grandes Fashion To Figure.
En 2006, Zharkova fue la primera modelo de talla grande que apareció en la edición rusa de Cosmopolitan, en la edición del mes de noviembre.
En 2013, Zharkova fue seleccionada como una de las mujeres del año 2013 de la revista Plus Model como defensora de la elección de la mujer de estar saludable y no ceder a los estándares de la sociedad.
Zharkova ha estado representada por Wilhelmina Models y Brigitte Models.